# Dorsifulcrum reductum
Dorsifulcrum reductum är en fjärilsart som beskrevs av Claude Herbulot 1979. Dorsifulcrum reductum ingår i släktet Dorsifulcrum och familjen mätare. Inga underarter finns listade i Catalogue of Life.